# Chicago Run
Chicago Run – Der dritte Marathon-Thriller ist ein Roman des deutschen Schriftstellers Frank Lauenroth aus dem Jahr 2019. Es handelt sich bei diesem Roman um die Fortsetzung von Boston Run – Der Marathon-Thriller und New York Run.

## Inhalt
Die Handlung spielt während des Chicago-Marathons, bei dem jährlich mehr als 40.000 Läufer starten. Als erster Präsident will William Langdon am Chicago Marathon teilnehmen. Seine Wiederwahl ist gefährdet, er liegt in den Umfragen knapp zurück. Durch seinen Lauf hofft er medienwirksam Bürgernähe, Selbstvertrauen und Durchhaltevermögen demonstrieren zu können. Eine riskante Entscheidung, die den Secret Service vor eine enorme Herausforderung stellt. Denn Stalin, russischer Oligarch und erklärter Gegner Amerikas, war mit seinem Masterplan beim New Yorker Marathon nur knapp gescheitert. Nun ist er frei und sinnt auf Rache. Es entwickelt sich während des Marathons ein Katz-und-Maus-Spiel.